# Музика серіалу Твін Пікс
Музика серіалу Твін Пікс (також відомий як Music from Twin Peaks) — саундтрек-альбом американського композитора Анджело Бадаламенті, випущений 11 вересня 1990 року лейблом Warner Bros. Records. Це офіційний саундтрек до телевізійного серіалу Твін Пікс (1990—1991). Хоча альбом переважно інструментальний, три треки містять вокал Джулі Круїз.

## Оцінки критиків
- AllMusic — 4,5/5[1]
- NME — 9/10[2]
- Pitchfork — 9,0/10[3]
- Q — 4/5[4]
- Record Mirror — 4,5/5[5]
- The Rolling Stone Album Guide — 2/5[6]
- Select — 4/5[7]
- Uncut — 9/10[8]

## Передісторія
Серіал спільно створили Девід Лінч та Марк Фрост. Лінч також продюсував альбом і написав тексти кількох композицій, зокрема теми «Falling».
Співавтор серіалу Девід Лінч разом із Бадаламентою продюсував альбом та написав тексти для кількох треків, зокрема для заголовної пісні серіалу «Falling».
Після виходу альбом Soundtrack from Twin Peaks потрапив до кількох міжнародних чартів — зокрема до топ‑10 у Норвегії, Швеції, Австралії та Нідерландах — а «Twin Peaks Theme» здобула нагороду Найкраще інструментальне поп‑виконання на 33-тя церемонія вручення премії «Греммі».
Деякі композиції із саундтреку були неодноразово семпльовані, одним із найвідоміших прикладів є «Laura Palmer's Theme», яку використано в «Woodtick Mix» композиції «Go» від Moby.

## Список композицій
Автор слів Девід Лінч, автор музики Анджело Бадаламенті. 
| #     | Назва                                       | Тривалість |
| ----- | ------------------------------------------- | ---------- |
| 1.    | «Twin Peaks Theme» (інструментал)           | 5:10       |
| 2.    | «Laura Palmer's Theme» (інструментал)       | 4:52       |
| 3.    | «Audrey's Dance» (інструментал)             | 5:17       |
| 4.    | «The Nightingale» (вокал: Julee Cruise)     | 4:56       |
| 5.    | «Freshly Squeezed» (інструментал)           | 3:48       |
| 6.    | «The Bookhouse Boys» (інструментал)         | 3:29       |
| 7.    | «Into the Night» (вокал: Julee Cruise)      | 4:44       |
| 8.    | «Night Life in Twin Peaks» (інструментал)   | 3:27       |
| 9.    | «Dance of the Dream Man» (інструментал)     | 3:41       |
| 10.   | «Love Theme from Twin Peaks» (інструментал) | 5:04       |
| 11.   | «Falling» (вокал: Julee Cruise)             | 5:21       |
| 49:47 |                                             |            |

## Учасники
Згідно з даними буклета альбому Soundtrack from Twin Peaks.
| Музиканти - Angelo Badalamenti — піаніно, синтезатор, оркестровка, аранжування, продюсування - Julee Cruise — вокал (тр. 4, 7, 11) - Vinnie Bell — електрогітара - Eddie Daniels — флейта, кларнет - Eddie Dixon — електрогітара - Kinny Landrum — синтезатор - Albert Regni — теноровий саксофон, кларнет, флейта - Grady Tate — ударні Технічний персонал - Девід Лінч — продюсування, фотографія - Art Pohlemus — звукозапис, зведення (тр. 1–3, 5, 6, 8–10) - Jay Healy — зведення (тр. 4, 7, 11) - Howie Weinberg — мастеринг | Дизайн - Tom Recchion — артдирекція, дизайн - Kevin Laffey — координування, A&R - Fredrik Nilsen — фотографія - Paula K. Shimatsu-U — фотографія - Marc Sirinsky — фотографія - Craig Sjodin — фотографія - Kimberly Wright — фотографія |

## Чарти
| Чарт (1990—1991)                                     | Найвища позиція |
| ---------------------------------------------------- | --------------- |
| Австралія Australian Albums (ARIA)                   | 1               |
| Австрія Austrian Albums (Ö3 Austria)                 | 14              |
| Канада Canada Top Albums/CDs (RPM)                   | 18              |
| Альбоми Данії (Hitlisten)                            | 4               |
| Нідерланди Dutch Albums (MegaCharts)                 | 5               |
| Європейські альбоми (Music & Media)                  | 11              |
| Фінські альбоми (Suomen virallinen lista)            | 2               |
| Німеччина German Albums (Offizielle Top 100)         | 17              |
| Грецькі альбоми (IFPI)                               | 10              |
| Угорщина Hungarian Albums (MAHASZ)                   | 4               |
| Італійські альбоми (Musica e dischi)                 | 3               |
| Нова Зеландія New Zealand Albums (Recorded Music NZ) | 13              |
| Норвегія Norwegian Albums (VG-lista)                 | 2               |
| Португальські альбоми (UNEVA)                        | 2               |
| Іспанські альбоми (AFYVE)                            | 3               |
| Швеція Swedish Albums (Sverigetopplistan)            | 2               |
| Велика Британія UK Albums (OCC)                      | 27              |
| США Billboard 200                                    | 22              |
| Американський чарт New Age (Billboard)               | 16              |

| Чарт (1990)                 | Позиція |
| --------------------------- | ------- |
| Canada Top Albums/CDs (RPM) | 82      |

| Чарт (1991)                     | Позиція |
| ------------------------------- | ------- |
| Australian Albums (ARIA)        | 15      |
| Dutch Albums (Album Top 100)    | 41      |
| European Albums (Music & Media) | 39      |

## Сертифікації
| Регіон                                                                                          | Сертифікація | Продажі  |
| ----------------------------------------------------------------------------------------------- | ------------ | -------- |
| Австралія (ARIA)                                                                                | Платиновий   | 70 000^  |
| Канада (Music Canada)                                                                           | Золотий      | 50 000^  |
| Фінляндія (IFPI Finland)                                                                        | Золотий      | 28,316   |
| Франція (SNEP)                                                                                  | Золотий      | 100 000* |
| Нідерланди (NVPI)                                                                               | Золотий      | 50 000^  |
| Іспанія (PROMUSICAE)                                                                            | Платиновий   | 100 000^ |
| Швеція (IFPI Sweden)                                                                            | Золотий      | 50 000^  |
| Велика Британія (BPI)                                                                           | Золотий      | 100 000^ |
| США (RIAA)                                                                                      | Золотий      | 500 000^ |
| *продажі, що базуються лише на сертифікаціях ^відвантаження, що базуються лише на сертифікаціях |              |          |